# Anti-Monopoly
Anti-Monopoly è un gioco da tavolo ideato da Ralph Anspach, professore dell'Università di San Francisco, sul modello di Monopoly. Secondo Anspach, il classico Monopoli crea l'impressione che il monopolio sia qualcosa di desiderabile, quindi ha creato un gioco che dimostrasse quanto in realtà fosse nocivo in un sistema di libero mercato.

## Dinamiche di gioco
Il gioco inizia in una situazione di monopolio (che è il risultato finale di una partita di Monopoli). I giocatori devono quindi agire per tornare a un sistema di libero mercato. I giocatori scelgono se essere concorrenti o monopolisti, con regole in parte differenti per i due gruppi: per esempio i concorrenti applicano affitti più bassi dei monopolisti.
La prima versione del gioco, risalente al 1973, era inizialmente chiamata Bust the Trust, per poi essere cambiata in Anti-Monopoly; da allora, il gioco ha visto molteplici revisioni.
Nel 1984 è apparsa una versione chiamata "Anti-Monopoly II", mentre la scelta individuale di partecipare come Concorrente o Monopolista è stata introdotta nel 2005.
Il gioco di Anspach è stato oggetto di questioni legali: la Parker Brothers citò in giudizio Anspach per avere usato il nome "Monopoly" nel suo gioco. Mentre preparava la sua difesa, Anspach scoprì che il gioco non era stato inventato da Charles Darrow nel 1935, bensì da Elizabeth Magie nel 1904. In tribunale argomentò che il gioco originale inventato da Magie, chiamato "Landlord's Game", era già di dominio pubblico prima che venisse commercializzato dalla Parker Brothers.
Nel 1982, dopo nove anni di battaglie legali, Anspach vinse la causa riguardo al marchio, riconosciutogli dalla Corte d'Appello degli Stati Uniti per il Nono Circuito.
L'azione legale era incentrata sull'impiego della parola "Monopoli" nel titolo del gioco.
Un altro atto del Congresso permise a Kenner e Parker Brothers di re-registrare il marchio "Monopoli": entrambe le compagnie vennero in seguito acquisite dall'Hasbro nel 1991, la quale detiene attualmente marchio e diritti del gioco.
Anspach impiega il nome Anti-Monopoly sotto licenza Hasbro (come descritto nel disclaimer presente nel suo sito).